# I Like Mike
Pour plus de détails, voir Fiche technique et Distribution.
I Like Mike (איי לייק מייק) est un film israélien réalisé par Peter Frye, sorti en 1961.

## Fiche technique
- Titre : I Like Mike
- Titre en hébreu : איי לייק מייק
- Réalisation : Peter Frye
- Scénario : Peter Frye d'après la pièce de théâtre d'Aharon Meged
- Musique : Gary Bertini et Arie Levanon
- Photographie : Nissim Leon
- Montage : Nellie Gilad
- Production : Yitzhak Agadati, Mordecai Navon et Ya'akov Shteiner
- Société de production : Alpha Company, Geva Film et IFA Films
- Pays :  Israël
- Genre : Comédie dramatique
- Durée : 120 minutes
- Dates de sortie : 
  -  Israël : 1961

## Distribution
- Batya Lancet : Yaffa Arieli
- Gideon Singer : Benjamin Arieli
- Zeev Berlinsky : Yaakov
- Ilana Rovina : Tamar Arieli
- Meira Shor : Tzip Arieli
- Seymour Gitin : Mike
- Topol : Mikha
- Geula Nuni : Nili
- Avner Hizkiyahu : douze personnages
- Bernie Rachelle : Arik

## Distinctions
Le film a été présenté en sélection officielle en compétition au Festival de Cannes 1961.